# Pelayang (Bathin II Pelayang)
Pelayang is een bestuurslaag in het regentschap Bungo van de provincie Jambi, Indonesië. Pelayang telt 2301 inwoners (volkstelling 2010).